# HMS Rupert (1872)
HMS Rupert («Руперт», на честь англійського полководця і адмірала  XVII століття Рупрехта Пфальцького) — паровий таран Королівського флоту, єдиний свого типу, спущений на воду у 1872 році.  Швидкий розвиток корабельної артилерії і еволюція тактичних поглядів на ведення морського бою призвели до того, що корабель морально застарів вже незабаром після спорудження. З цієї причини більшу частину терміну своєї служби «Руперт» провів у резерві.

## Передісторія
1860-ті роки стали періодом, коли корабельний таран розглядався багатьма фахівцями як більш дієва зброя, ніж артилерія. Укорінення таких поглядів сприяли кілька вдалих таранних атак під час Громадянської війни в США, а в особливо — успіх австро-угорського адмірала Тегетгофа в битві біля Лисси, коли його флагманському кораблю вдалося таранним ударом відправити на дно італійський броненосець. Важливо було й те, що в 1860-і роки корабельна броня тимчасово отримала перевагу над артилерією — ніякі, навіть найважчі, снаряди не могли її пробити. Корабельні гармати того часу також викликали скептичні оцінки через вкрай невисоку влучність і незадовільну скорострільність. Тому теоретично, до появи наприкінці 1870-х років перших торпед, таран був єдиною зброєю, здатною ефективно боротися з броненосцями.
Захоплення таранною тактикою призвело до появи у флотах майже всіх провідних морських держав особливого підкласу кораблів - парових таранів. Це були найчастіше броненосці, основною зброєю яких вважався таран. У Великій Британії першим великим кораблем-тараном став броненосець «Хотспур», будівництво якого почалося в 1868 році. Наступним броненосцем-тараном англійського флоту став «Руперт», проект якого був безпосереднім розвитком проекту «Хотспура».

## Побудова та оснащення
«Руперт» був закладений в червні 1870 року на верфі в Чатемі, спущений на воду в березні 1872 року. Корабель мав збільшену на 1400 т водотоннажність порівняно з «Хотспуром» і набагато більшу осадку, наближаючись за цим показником до океанських броненосців того часу. Бронювання «Руперта» за схемою в цілому повторювала бронювання «Хотспура» — броненосець отримав повний броньовий пояс по ватерлінії товщиною 229-280 міліметрів і внутрішній броньовий бруствер у середній частині корпусу. Товщина брустверу була збільшена до 305 міліметрів. Поверх броньового пояса проходила броньована палуба товщиною 76 міліметрів, друга броньована палуба у 51 мм перекривала бруствер. Вага броні склала 27,6% водотоннажності. В середині корпусу по кожному борту було по невеликий рубці з 305-мм броні для управління броненосцем — унікальна особливість, яка більше не повторювалася ні на одному кораблі світу.

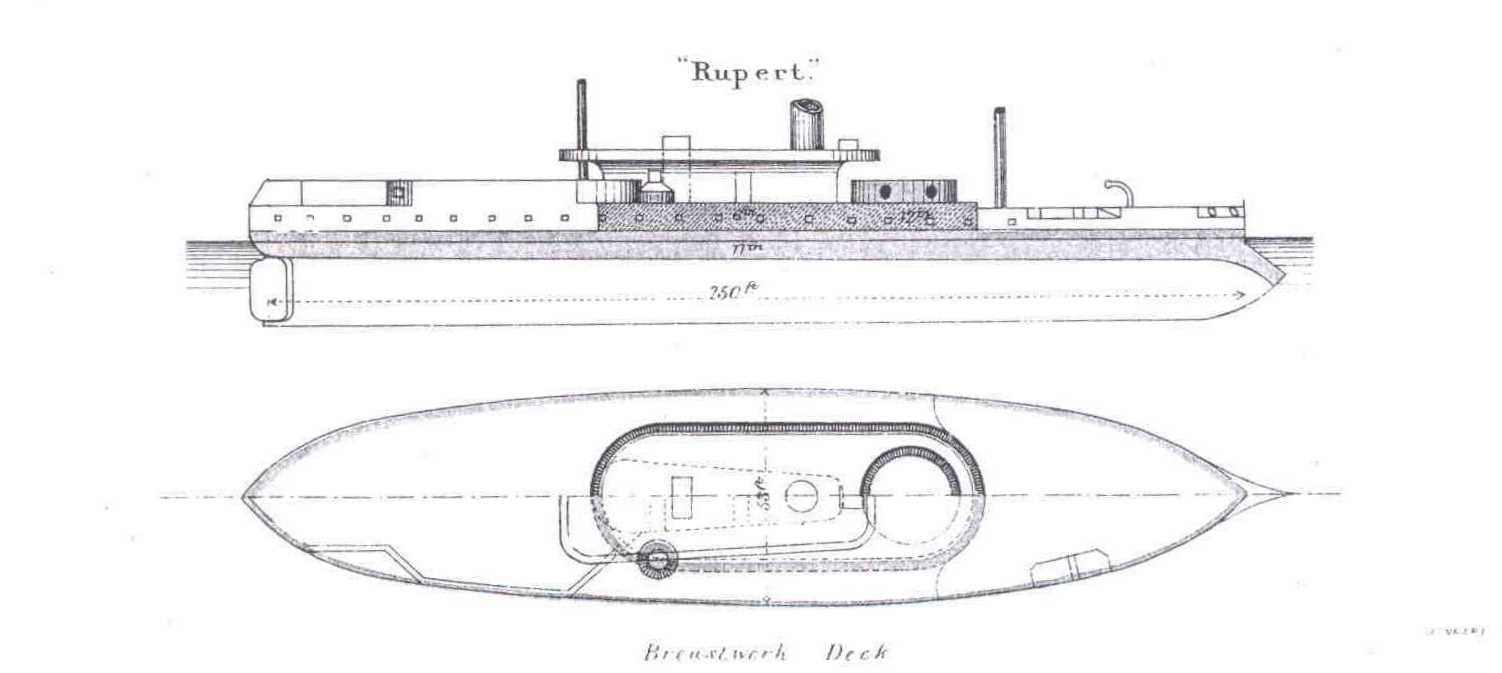
Схема бронювання «Руперта» (зображення 1888 року)

Головний калібр склали дві 254-мм дульнозарядні гармати, які називалися на Королівському флоті «18-тонні». Вони були встановлені у башті у носовій частині (на відмін від «Хотспура», на якому було встановлено тільки одна 305 міліметрова гармата у нерухомому баштоподібному казематі). Кут обстрілу з гармат був обмежений від направлення прямо по курсу до невеликого кута в корму за траверз, де розташовувалася невелика бойова рубка. Це дозволяла мати хороший огляд на обидва борти, але обмежений огляд вперед. Крім того, вести вогонь прямо по курсу було складно внаслідок встановлення перед баштою щогли. Відомо, що командири «Руперта» вважали баштові знаряддя «майже непотрібними». Оскільки у кормі за бруствером був наявний простір  для гармат меншого калібру, там встановили дві 64-фунтові дульнозарядні нарізні гармати. «Руперт» став останнім британським броненосним кораблем, озброєний гарматами цього типу.
Проектна швидкість «Руперта» мала скласти 14 вузлів, проте корабель так і не зміг її розвинути і впродовж перших двадцяти років служби давав максимум 12 вузлів. У ході експлуатації корабля виявилися і значні недоліки його морехідних якостей. зокрема, броненосець був схильний до дуже сильної хитавиці. Згодом, після модернізації, цей недолік був кілька усунуто завдяки встановленню високих вертикальних машин, нового озброєння і іншим конструктивним змінам, які підвищили центр ваги броненосця.

## Служба
«Руперт» увійшов у стрій 1876 року і одразу був направлений на Середземне море. З самого початку служби він розглядався фахівцями як дуже невдалий корабель. Не лише через конструктивні недоліки, але і через значне відхилення від первісної концепції свого проекту. До того ж розвиток корабельної артилерії і еволюція тактичних поглядів зробили бойову цінність парових таранів вельми сумнівною. Вже в 1880 році броненосець був виведений в резерв в Портсмуті. Він був повернутий до основного складу на кілька місяців, у квітні — серпні 1885 року, а потім став  кораблем охорони гавані у Галі. У 1890 році «Руперт» знову був відправлений у резерв , а в 1891-93 роках пройшов глибоку модернізацію, без якої — як вважало керівництво флоту — броненосець вже не був повноцінною бойовою одиницею. Особливим наріканням викликали проблеми рушія  (виражалися, зокрема, в постійних поламках котлів), через які до 1890-х років швидкість ходу становила не більше 10 вузлів. До того ж, озброєння з двох 254-мм гармат було для 1890-х років вже явно слабким.  Недосконалою вважалася також система подачі боєзапасу головного калібру і труднощі з його зберіганням. У процесі модернізації 254-мм гармати замінили 9,2-дюймовими (234 мм), які заряджалися з казенної частини та найкраще підходили по вазі. У кормі були розміщені дві 152-мм гармати.  Також корабель отримав 14 гармат допоміжного калібру. Були замінені машини і котли. "Руперт" отримав дві вертикальні машини потрійного розширення. Це дозволило розвивати потужність в 6000 кінських сил, забезпечуючи при форсованої тязі хід 14 вузлів. Збільшення вага корабля було дещо компенсована зменшенням запасу вугілля. Після модернізації покращилися умови проживання екіпажу.
У 1893-95 роках «Руперт» був кораблем охорони гавані у Пембруку, потім був знову в резерві у Девонпорті. 1895-1902 роках — був кораблем охорони  гавані в Гібралтарі. У цей період досить тривалий час перебував у єгипетських водах. Знову був у резерві з 1902 по 1904 роки. В 1904 — 1907 р. був кораблем охорони гавані на Бермудських островах. У липні 1907 року броненосець списали та продали на утилізацію.